# Karasura-Gletscher
Der Karasura-Gletscher (bulgarisch ледник Карасура lednik Karassura) ist ein 7,2 km langer und 2,7 km breiter Gletscher im westantarktischen Ellsworthland. Er liegt auf der Nordostseite der Bastien Range im Ellsworthgebirge, fließt von den Nordhängen des Bergison Peak sowie den Osthängen des Patmos Peak in nördlicher Richtung und mündet in den nach Süden fließenden Nimitz-Gletscher.
US-amerikanische Wissenschaftler kartierten ihn 1961 und 1988. Die bulgarische Kommission für Antarktische Geographische Namen benannte ihn 2014 nach der spätrömischen Station Karasura im Süden des heutigen Bulgariens.